# Tennis aux Jeux méditerranéens de 2013
Navigation
Édition précédente Édition suivante
Les compétitions de tennis des Jeux méditerranéens de 2013 se sont déroulées à Mersin en Turquie.
Le n°4 slovène, Blaž Rola, s'impose chez les hommes contre le turc Marsel İlhan, 180e à l'ATP. La Turquie se classe 1re au tableau des médailles grâce au doublé de sa n°1 Çağla Büyükakçay (149e mondiale), qui domine Sara Sorribes Tormo en finale du simple dames.

## Podiums
| Compétitions     | Or                                   | Argent                                       | Bronze                                         |
| ---------------- | ------------------------------------ | -------------------------------------------- | ---------------------------------------------- |
| Simple messieurs | Blaž Rola Slovénie                   | Marsel İlhan Turquie                         | Malek Jaziri Tunisie                           |
| Double messieurs | Blaž Rola Tomislav Ternar Slovénie   | Mohamed Haythem Abid Malek Jaziri Tunisie    | Albert Alcaraz Ivorra David Perez Sanz Espagne |
| Simple dames     | Çağla Büyükakçay Turquie             | Sara Sorribes Tormo Espagne                  | Federica di Sarra Italie                       |
| Double dames     | Çağla Büyükakçay Pemra Özgen Turquie | Federica di Sarra Anastasia Grymalska Italie | Nour Abbès Ons Jabeur Tunisie                  |

## Tableau des médailles par pays
| Rang  | Nation   | Or | Argent | Bronze | Total |
| ----- | -------- | -- | ------ | ------ | ----- |
| 1     | Turquie  | 2  | 1      | 0      | 3     |
| 2     | Slovénie | 2  | 0      | 0      | 2     |
| 3     | Tunisie  | 0  | 1      | 2      | 3     |
| 4     | Espagne  | 0  | 1      | 1      | 2     |
| 5     | Italie   | 0  | 1      | 1      | 2     |
| Total | Total    | 4  | 4      | 4      | 12    |